# El Mercurio (Équateur)
Pour les articles homonymes, voir Mercurio (homonymie).
El Mercurio est un journal équatorien fondé le 22 octobre 1924 publié à Cuenca. C'est le principal journal de la ville et c'est un membre de la Association de la presse interaméricaine (SIP).